# Nicholas Kurti
Professor Nicholas Kurti (ungarsk: Kürti Miklós) FRS  (14. maj 1908 - 24. november 1998) var en ungarskfødt fysiker, der boede i Oxford i England det meste af sit liv. Kurti var en af de førende eksperimentelle fysikere på sin tid. 
Han blev født i Budapest i 1908 i Østrig-Ungarn og gik på gymnasiet der, men pga. anti-semitiske love måtte han forlade landet. Han flyttede til Paris, hvor han tog en kandidatgrad på Sorbonne.  Han opnåede en doktorgrad i lav-temperatur fysik i Berlin, hvor han arbejdede med professor Franz Simon. Da Adolf Hitler kom til magten, måtte både Simon og Kurti forlade Tyskland, og de tog herefter til Clarendon Laboratory ved University of Oxford i England. 
Under 2. Verdenskrig var han tilknyttet Manhattan Project. Han blev professor i fysik på Oxford University i 1967 og fortsatte til han trak sig tilbage i 1975. Han var også gæsteprofessor på City College i New York, the University of California, Berkeley og  Amherst College i Massachusetts.
Hans hobby var madlavning, og han var en entusiastisk fortaler for at anvende videnskabelig viden til at løse kulinariske problemer. Han holdt i 1969 et foredrag i Royal Society "The physicist in the kitchen", hvor han ved brug af en mikrobølgeovn kreerede en "omvendt" Baked Alaska, der var kold udvendig og varm indvendig. 

## Eksterne links
- Biografi på Royal Society
- Curiouscook.com